# Frédérique Jossinet
Frédérique Jossinet (ur. 16 grudnia 1975 w Rosny-sous-Bois) – francuska judoczka, wicemistrzyni olimpijska, czterokrotna medalistka mistrzostw świata, trzykrotna mistrzyni Europy.
Największym sukcesem zawodniczki jest srebrny medal igrzysk olimpijskich z Aten w kategorii do 48 kg. Jest również czterokrotną indywidualną medalistką mistrzostw świata i złotą medalistka w drużynie z 2006 roku oraz wielokrotną medalistką mistrzostw Europy. Startując w mistrzostwach Starego Kontynentu, począwszy od 2001 roku, gdzie zdobyła swój pierwszy tytuł mistrzowski, corocznie (z wyjątkiem 2003 i 2010 roku) wraca z zawodów tej rangi z medalem (łącznie dziewięć krążków).
Startowała w Pucharze Świata w latach 1993, 1995–2001.